# Collège de Saussure
Das Collège de Saussure ist eine öffentliche Maturitätsschule in der Schweizer Stadt Genf. Die 1978 gegründete Schule wurde nach dem Naturforscher Horace Bénédict de Saussure benannt.

## Schule
Die Schule befindet sich in Lancy, an der Grenze des Parc Navazza-Oltramare.
Das Collège umfasst etwa 1000 zwischen 15 und 19 Jahre alte Schüler und 125 Lehrer. Zu den Angeboten der Schule zählen ein schuleigener Garten, eine Cafeteria und ein Chor; sie hat einen Schwerpunkt für Musik.

## Geschichte

### Fall von sexuellem Missbrauch
Laut einer Anfang November 2017 veröffentlichten Untersuchung der Tribune de Genève gaben vier ehemalige Schülerinnen des Lehrers Tariq Ramadan an, in den 1980er- und 1990er-Jahren im Alter zwischen 14 und 18 Jahren von ihm missbraucht worden zu sein. Die Taten sind verjährt.

## Ehemalige Schüler (Auswahl)
- Didier Queloz (* 1966), Schweizer Astronom
- Julia Steinberger (* 1974), US-amerikanisch-schweizerisch-britische Naturwissenschaftlerin.